# Посреднические услуги
Посреднические услуги — форма предпринимательской деятельности, заключающаяся в способствовании налаживанию связей между производителями и потребителями с тем, чтобы ускорить и облегчить обращение сырья, материалов, продукции, денег, валюты, информации, потребительских товаров.
В современной практике в процессе осуществления посреднической деятельности со стороны посредника возможно осуществление следующих видов услуг:
- информационно-коммерческие услуги
- комиссионные услуги
- научно-консультативные услуги (консалтинговые услуги)
- инжиниринговые услуги
- лизинговые услуги
- рекламные услуги